# Doné Nicinha
Evangelista dos Anjos Costa, Mãe Gamo Lokossi ou Doné Nicinha - (Salvador, 27 de dezembro de 1911 - 5 de outubro de 1994) - era filha biológica de Doné Runhó. Foi a terceira Ialorixá de Candomblé do Terreiro do Bogum em Salvador, Bahia.
Doné Nicinha assumiu a direção do Terreiro do Bogum em 14 de janeiro de 1978, três anos após a morte de Mãe Runhó